# Дашковцы (Виньковецкий район)
Дашковцы (укр. Дашківці) — село в Виньковецком районе Хмельницкой области Украины.
Население по переписи 2001 года составляло 1310 человек. Почтовый индекс — 32530. Телефонный код — 3846. Занимает площадь 4,095 км². Код КОАТУУ — 6820682501.

## Местный совет
32530, Хмельницкая обл., Виньковецкий р-н, с. Дашковцы.